# Mathilde Janzen
Mathilde Janzen (Hamburg, 14 februari 2005) is een Duits-Zweeds voetbalspeelster. Ze speelt als middenvelder voor SV Werder Bremen in de Bundesliga.

## Clubcarrière
Mathilde Janzen begon met voetballen bij FC Hässleholm in Hässleholm in Zweden. Van 2019 tot 2021 kwam Janzen uit voor Kristianstads DFF. Op 8 augustus 2020 maakte Janzen haar debuut in de Damallsvenskan, het hoogste voetbalniveau van Zweden, door in te vallen in de 90ste minuut in een wedstrijd tegen Linköpings FC.
In 2021 maakte Janzen de overstap naar het Duitse TSG 1899 Hoffenheim. Janzen kwam enkel uit voor het tweede elftal van Hoffenheim. Hiervoor maakte ze haar debuut op 15 augustus 2021 in een wedstrijd tegen SV Henstedt-Ulzburg. In een wedstrijd tegen FSV Gütersloh maakte Janzen haar eerste competitiedoelpunt in de 2de Bundesliga. In het seizoen 2023/24 werd Janzen overgeheveld naar het eerste elftal van Hoffenheim maar een debuut bleef uit.
Op 1 januari 2024 maakte Janzen de overstap naar competitiegenoot SV Werder Bremen. Hier mocht Janzen haar debuut maken in de Bundesliga in een wedstrijd tegen Eintracht Frankfurt door in te vallen voor Tuana Mahmoud.

## Statistieken
| Seizoen | Club                   | Competitie     | Competitie | Competitie | Beker | Beker | Overig | Overig | Totaal | Totaal |
| Seizoen | Club                   | Competitie     | Wed.       | Dlp.       | Wed.  | Dlp.  | Wed.   | Dlp.   | Wed.   | Dlp.   |
| ------- | ---------------------- | -------------- | ---------- | ---------- | ----- | ----- | ------ | ------ | ------ | ------ |
| 2020    | Kristianstads DFF      | Damallsvenskan | 1          | 0          | 0     | 0     | 0      | 0      | 1      | 0      |
| 2021    | Kristianstads DFF      | Damallsvenskan | 3          | 0          | 2     | 0     | 0      | 0      | 5      | 0      |
| 2021/22 | TSG 1899 Hoffenheim II | 2de Bundesliga | 15         | 3          | 0     | 0     | 0      | 0      | 15     | 3      |
| 2022/23 | TSG 1899 Hoffenheim II | 2de Bundesliga | 19         | 5          | 0     | 0     | 0      | 0      | 19     | 5      |
| 2023/24 | TSG 1899 Hoffenheim II | 2de Bundesliga | 6          | 0          | 0     | 0     | 0      | 0      | 6      | 0      |
| 2023/24 | SV Werder Bremen       | Bundesliga     | 1          | 0          | 0     | 0     | 0      | 0      | 1      | 0      |
| Totaal  | Totaal                 | Totaal         | 45         | 8          | 2     | 0     | 0      | 0      | 47     | 2      |

Bijgewerkt t/m 18 mei 2024.

## Interlandcarrière
Mathilde Janzen kwam uit voor Duitsland onder 17.  Hiervoor maakte ze haar eerste doelpunt op 21 februari 2022 in een vriendschappelijke wedstrijd tegen de leeftijdsgenoten van Denemarken. Met Duitsland onder 17 kwam Janzen uit op het EK 2022 waar ze Europees kampioen werd door de leeftijdsgenoten van Spanje na penalty's te verslaan. Janzen kwam datzelfde jaar ook uit op het WK 2022 waarin de halve finale werd gehaald. In juli 2023 werd Janzen opgenomen in de selectie van Duitsland onder 19 op het EK 2023 waar ze opnieuw Europees kampioen werd door Spanje na penalty's te verslaan. 
1 Peng ·
3 Janzen ·
5 Ulbrich ·
6 Wichmann ·
8 Weiß ·
9 Weidauer ·
10 Mahmoud ·
11 Sternad ·
13 Walkling ·
14 Brandenburg ·
15 Sehan ·
16 Bernhardt ·
17 Dahl ·
18 Hausicke ·
19 Matheis ·
20 Meyer ·
21 Hahn ·
22 Dieckmann ·
23 Németh ·
27 Lührßen ·
28 Wirtz ·
29 Kunkel ·
31 Etzold ·
32 Pettersen ·
33 Pérez Jaramillo ·
37 Dahms ·
39 Behrens ·
Coach: Horsch